# Monumento natural Piedra la Tortuga
El Monumento Natural Piedra La Tortuga es un espacio natural protegido localizado en el municipio Atures, en el estado Amazonas, Venezuela. Recibió el estatus de monumento natural por decreto n.º 2.351 del 5 de junio de 1992. Publicado en la Gaceta Oficial n.º 35089, del 11 de noviembre de 1992.
Se ubica a 15 km aproximadamente de Puerto Ayacucho, en dirección sur, del Municipio Atures. Abarca 1950 hectáreas y en ella se encuentran asentadas dos comunidades indígenas de las etnias Hiwi (Guahiba) y Piaroa o Wothuha.

## Información geológica y geomorfológica
Son sendos afloramientos graníticos de origen magmático, pertenecientes a la Serranía del Parhuaza, constituido por rocas ácidas del Precámbrico de origen magmático, con una edad aproximada de 1.500 millones de años. Aquí se encuentra el petroglifo más grande conocido en el país, así como cuevas y cementerios de antiguas poblaciones indígenas, con una gran variedad de pinturas rupestres.

## Vegetación
Las principales formaciones vegetales están asociadas a las lajas o litofolias, con abundancia de especies pirófilas. La vegetación que rodea a estos afloramientos forma parte del bosque seco tropical, sabanas graminosas de tipo llanero, entre los que destacan: el chaparro llanero (Curatella americana), el manteco (Bowdichia virgiliodes), el alcornoco (Byrsonima crassifolia), con conjuntos de chaparrales y matorrales de transición, en donde se encuentra el picatón (Platicarpium orinocense), planta endémica reportada únicamente en las sabanas del Estado Amazonas. 

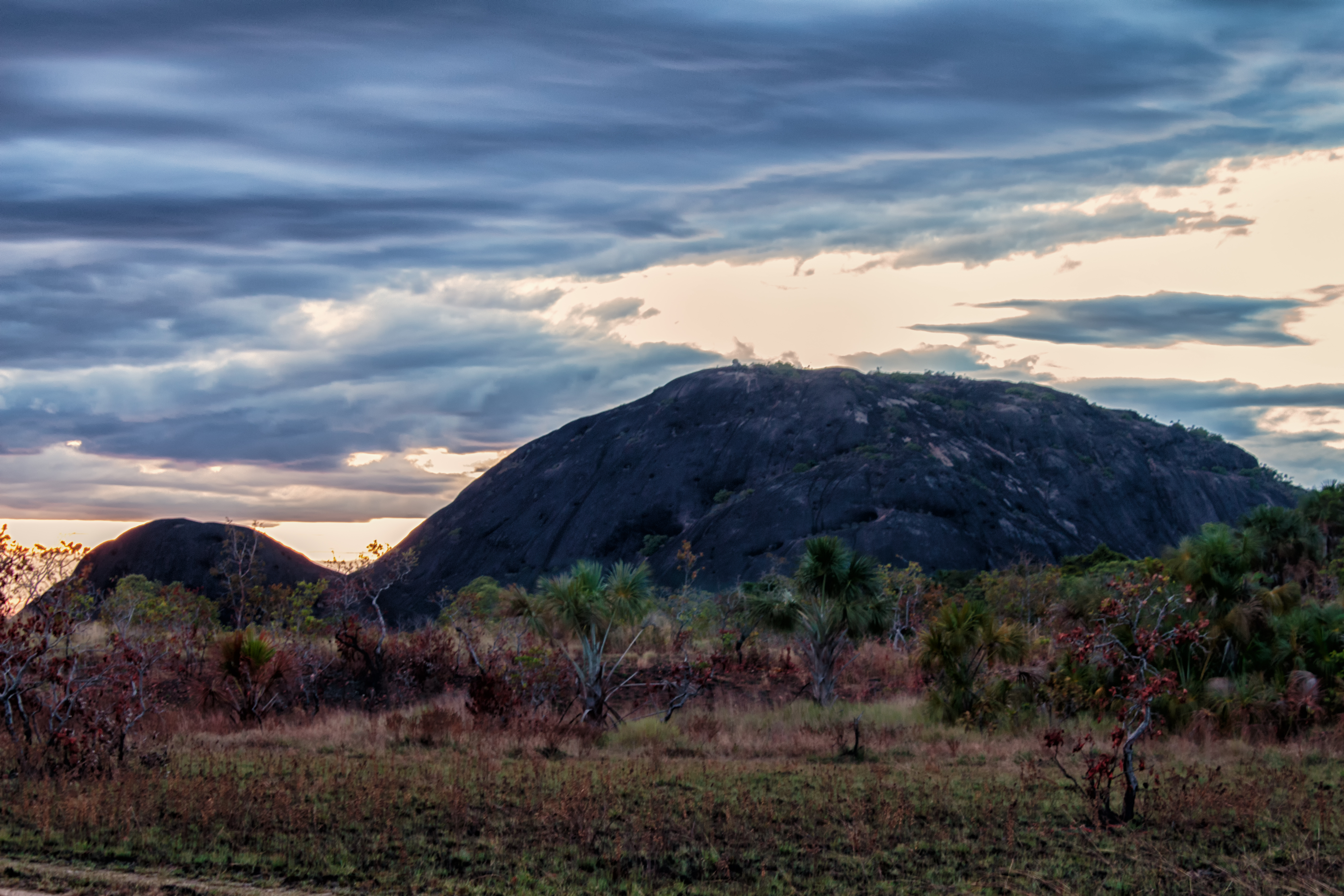
Vista de la Piedra La Tortuga

En la parte alta, en las laderas y depresiones de los afloramientos, se desarrolla una vegetación densa con abundancia de palmas de cucurito (Maximiliana regia) y coroba Scheela sp., así como especies endémicas entre la que se destaca el cacho e´ venao (Vellozia tubiflora), planta pirófita que crece en los afloramientos rocosos. Se encuentran también manchas de morichales, bosques ribereños y de galería, ubicados en las márgenes del río Cataniapo y en el caño Pintao.

## Fauna
Cerca de 300 especies de aves se han reportado para esta área, entre ellas: Gallito de las rocas Rupicola rupicola, semillero Chirri Oryzoborus crassirostris, gavilán habado Buteo magnirostris , oripopo Cathartes melanbrotus, carpintero real Dryocopus lineatus, gavilán pita venado Heterospizias meridionalis. Se destacan los siguientes mamíferos: conejos Sylvilagus floridanus, cachicamos Dasypus novemcinctus y Priodontes maximus. Se han reportado las siguientes serpientes: mapanare Bothrops atrox, tragavenado Boa constrictor